# Aéroport international d'Antananarivo-Ivato
Pour les articles homonymes, voir Ivato.
L’aéroport international d’Antananarivo-Ivato (code IATA : TNR • code OACI : FMMI), communément appelé « aéroport international d'Ivato » ou « aéroport d'Ivato », est un aéroport international situé à Ivato, 16 km au nord-ouest d'Antananarivo. Il est le plus important aéroport du pays, lui valant la réputation de « Porte de Madagascar ».
Initialement base militaire, l'aéroport est ouvert au public en 1967, en remplacement de celui d'Arivonimamo, en raison de sa proximité avec la capitale.
L'aéroport dispose d’une piste de 3 100 m de long sur 45 m de large et de 3 terminaux, dont une réservée au fret.
Il est la base d’opération de la compagnie nationale, Madagascar Airlines, et accueille 11 compagnies internationales supplémentaires.

## Historique
La première piste (en herbe) pour aéronef est située à Arivonimano. C’est en 1927 qu’un Breguet 19 évolue pour la première fois sur cette piste. La même année, l'aviateur français fondateur de l'aéro-club de Madagascar Ludovic Hannebicque reconnaît le terrain aéronautique d'Ivato et y lance une ligne Tananarive-Majunga à bord d'un Farman Sport F.65, immatriculé F-AIKC.
Deux ans plus tard, en 1929, alors que Hannebicque suspend sa ligne suite à un accident, le terrain d'Ivato est cédé à l'armée de l'air française qui y crée la 1re escadrille militaire de Madagascar. Et c’est en 1931 que la base reçoit 7 Potez 33 qui effectueront leur premier vol le 4 mars de la même année. C’est de ce terrain que le 17 décembre 1931, le capitaine Arrachart et son mécanicien relient Ivato à Marseille (où ils arrivent le 24 décembre) à bord d‘un Farman F.190 à moteur Renault de 250 CV.
À compter de 1935, une liaison internationale passager est ouverte et en 1936 la première liaison intérieure sur Mahajanga – Diego Suarez et retour. Bien que le trafic soit très modeste, l’armée de l’air préfère conserver l’exclusivité de son terrain d’Ivato. Les rares vols commerciaux sont opérés à partir d’Arivonimano.
En 1953, la compagnie aérienne Aigle Azur ouvre la première ligne régulière Antananarivo-Le Bourget en Boeing 377 Stratocruiser avec escales à Antsiranana, Dar es Salaam, Wadi Halfa, Benghazi et Marseille pour une durée totale de 3 jours de vol. Elle sera suivie la même année par Air France en Lockheed Constellation puis en DC-3 à partir de 1955 via Djibouti et la TAI en Douglas DC-4 et DC-6 via Brazzaville et Livingstone.
Dès l’indépendance, les autorités malgaches souhaitent faire d’Ivato l’aéroport international de la capitale. En mai 1964, l'exploitation de l'aérodrome civil d'Ivato est confiée à l'ASECNA puis le 24 juin 1967, le nouvel ensemble sera inauguré avec une piste de 3 100 m en présence du ministre français Pierre Messmer entraînant la fermeture de celui d’Arivonimano.
En 1973, la base aérienne française 181, qui évoluait sur l’aéroport d’Ivato est définitivement transférée à La Réunion et ses locaux remis aux forces armées malgaches.
Avec l'arrivée du régime socialiste en 1975, la compagnie soviétique Aeroflot ouvre une ligne Moscou-Antananarivo desservie par des Iliouchine Il-62 et des Tupolev Tu-154.
En 1976, l’aéroport historique d’Arivonimano est rouvert dans le cadre d’une école de pilotage puis en tant que base aérienne. En 2021, la base aérienne d'Ivato et la base aérienne tactique d'Arivonimamo fusionnent sous l'enseigne de la Base aérienne 213, alors sise à Arivonimamo.
Air Madagascar construit, en 1980 dans l'enceinte de l'aéroport, une unité d’essais de moteurs à pistons Lycoming, et des turbines Pratt & Whitney Canada PT6 pour ses De Havilland Canada DHC-6 Twin Otter.

## Infrastructures

### Avant 2021

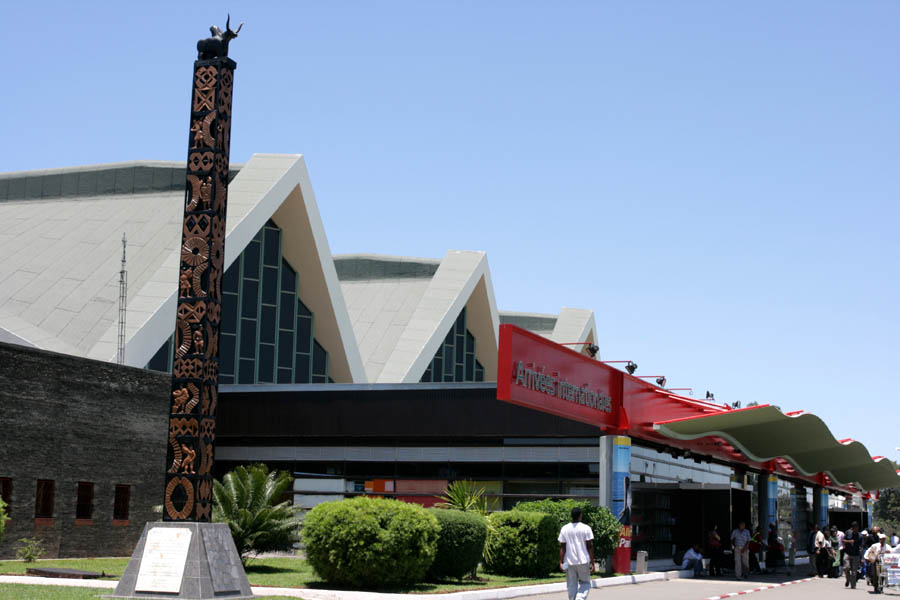
Terminal international en 2018, aujourd'hui terminal national.

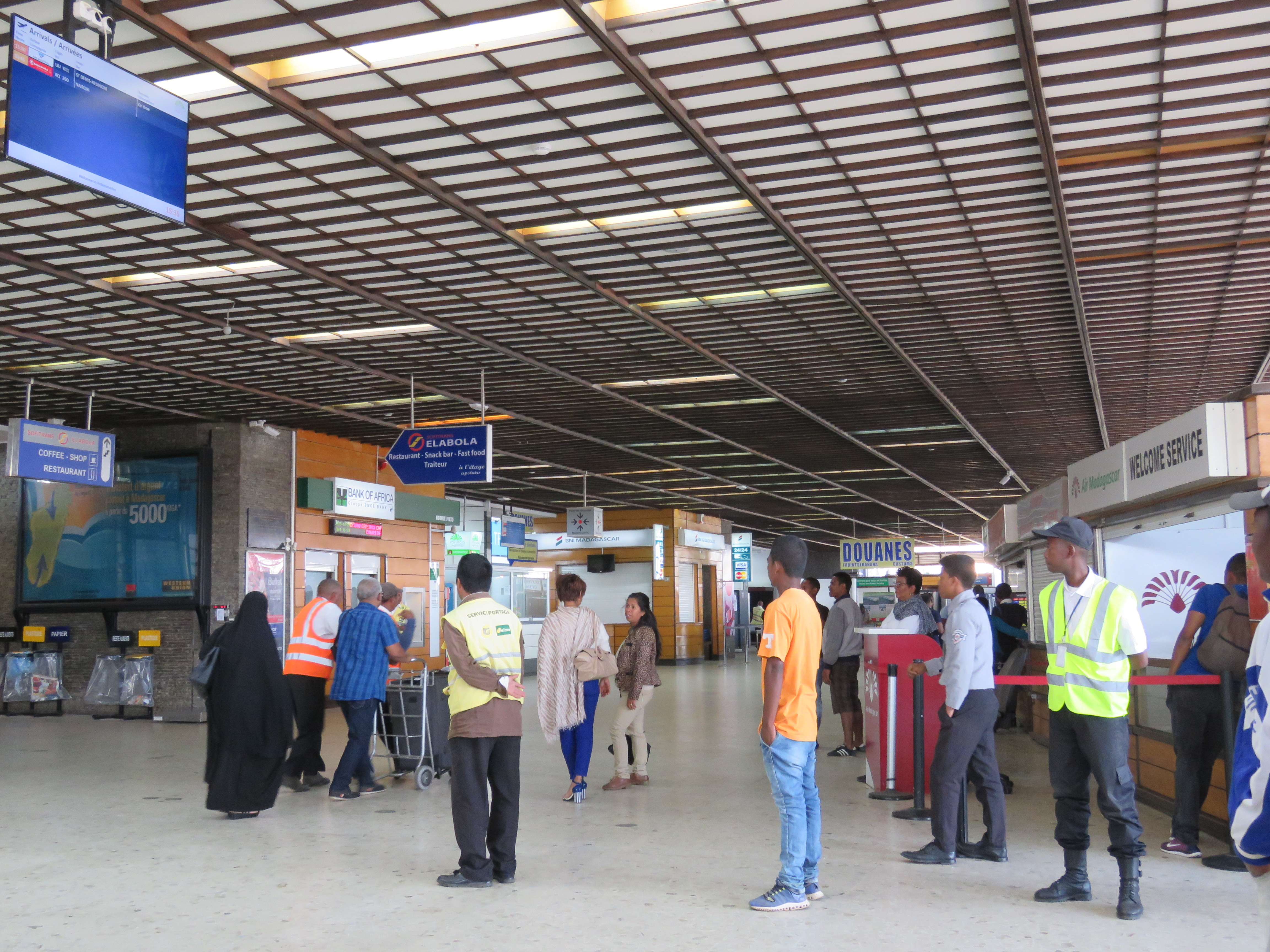
Hall du terminal international en 2018, aujourd'hui terminal national.

L’aéroport d’Ivato est doté de plusieurs aérogares.
L’aérogare des vols intérieurs est d’une surface très réduite, n’offre aucun service et n’a pas été rénovée depuis sa création.
L’aérogare dédiée aux vols régionaux et internationaux a bénéficié de quelques retouches esthétiques et pratiques au fil des 50 dernières années. Les locaux sont néanmoins vétustes et peu adaptés à l’accueil des passagers (arrivées et départs) voyageant sur des appareils long courrier à grande capacité. Ce terminal possède un tapis de livraison des bagages.
Les aérogares ne possèdent pas de jet bridge (passerelle reliant l’appareil au bâtiment) et suivant le point de stationnement des avions, un bus d'accès peut être mis à disposition pour les vols internationaux.

### Depuis 2021

#### Terminal international

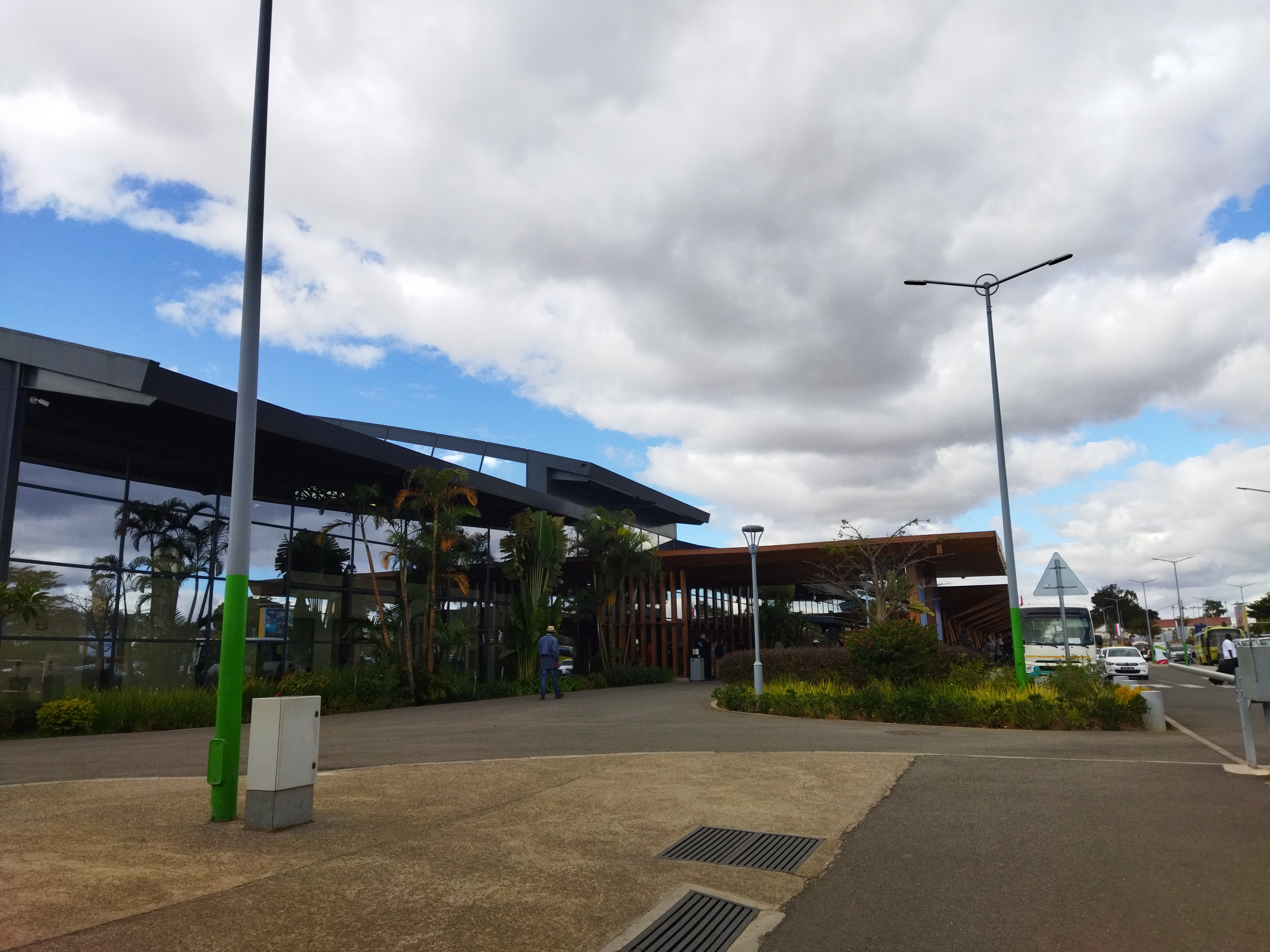
Le Terminal international en 2023.

L'entrée en concession de l'aéroport d'Ivato par Ravinala Airports en 2015 fut marquée par la construction d'un nouveau terminal inauguré et mis en service en décembre 2021. Ce terminal est équipé de passerelles pour relier l'avion au terminal. Il est également le seul, à Madagascar, capable d'accueillir le plus grand avion long courrier au monde : l'Airbus A380. Compte tenu de la longueur de la piste, cet appareil ne peut toutefois pas être utilisé à pleine charge sur cet aéroport.
Le terminal compte 450 m2 de boutiques hors taxes, 320 m2 de lounge, une galerie commerciale doté d'une supérette, deux restaurants et de deux bureaux de change.

#### Terminal national
Le terminal destiné aux vols domestiques récupère les infrastructures de l'ancien terminal international, en plus des infrastructures qui lui étaient déjà dédiées, totalisant une superficie de 2 600 m2.

#### Terminal fret
Le terminal dédié aux marchandises couvre une superficie totale de 3 800 m2 et compte deux chambres froides d'un volume total de 20 m3 ainsi que de deux entrepôts destinés aux matières dangereuses d'un volume total de 24 m3.

## Situation

### Accès
L’accès à l’aéroport d’Ivato est uniquement routier.
La liaison Antananarivo-Ivato cumulait des conditions de circulation délicates aux heures de pointe avec un quasi-blocage de la principale route lors de fortes intempéries.
Il est desservi entre-autres par la N 52.
L'ouverture en novembre 2018, de la voie Tsarasaotra-Ivato de 11 kilomètres puis celle d’Ambohitrimanjaka au boulevard de l’Europe ont permis de fluidifier l’accès à l’aéroport.

### Situation sur l'île
| \| 30 km1:4 466 000 \| Ambalabe Ambalavao Ambatomainty Ambatondrazaka Ambilobe Ambohijanahary Mahajanga Ampampamena Ampanihy Analalava Andapa Andavadoaka Ankaizina Ankavandra Ankazoabo BA Arivonimamo Antsalova Antsirabato Antsirabe Antsoa Antsiranana · Arrachart Befandriana · Avaratra Bekily Belo sur · Tsiribihina Besalampy Betioky Doany Farafangana Nosy Be · Fascene Fianarantsoa Ihosy Ilaka-Est Antananarivo · Ivato Mahanoro Maintirano Malaimbandy Mampikony Manakara Mananara Nord Mananjary Mandabe Mandritsara Manja Maroantsetra Miandrivazo Morafenobe Morombe Morondava Port-Bergé Sainte · Marie Samangoky Sambava Soalala Tôlanaro · Fort-Dauphin Tambohorano Toamasina · Ambalamanasy Toliara Tsaratanana Tsiroanomandidy Vangaindrano Vatomandry Vohémar · Vohimarina |
| 30 km1:4 466 000 |

Les aérodromes en gras ont des liaisons régulières commerciales

## Fréquentation
Aéroport principal d'Antananarivo depuis les années 1960 (succédant à ce titre au terrain d'Arivonimamo), plateforme mixte civile et militaire et hub principal de la compagnie Air Madagascar. La Base aérienne 181 Ivato de l'Armée de l'air française y stationna de 1947 à 1973 avant de migrer vers l'aéroport de la Réunion Roland-Garros.
L'aéroport d'Ivato dispose de deux principaux terminaux : un terminal destiné aux vols intérieurs et un autre destiné aux vols internationaux.
En 2006, l'aéroport d'Ivato accueille environ 1 100 000 passagers par an. Toutefois, une restructuration de celui-ci a débuté en 2007, prévoyant alors une capacité d'accueil de plus de 3 millions de passagers par an.
En 2016, 845 000 passagers ont transité par l’aéroport.
Depuis le 23 décembre 2016, l’exploitation des aéroports internationaux d’Ivato et de Fascène à Nosy Be est assuré par la société concessionnaire Ravinala Airports ( Meridian : 45 %, Groupe ADP :35 %, Bouygues : 10 %, Colas : 10 %) dans le cadre d’un contrat de concession d'une durée de 28 ans. Elle doit rénover l'aéroport et construire un nouveau terminal international de 17 500 m2 avec une capacité initiale de 1,5 million de passagers.
L'aéroport permet de relier Antananarivo aux principales villes du pays, ainsi qu'à l'Afrique du Sud, la France métropolitaine, le Kenya, l'île Maurice, Mayotte, l'île de La Réunion et l'union des Comores.
Au temps où Jacky Olivier Randriamasy était le Directeur Général de Air Madagascar, elle était également reliée à l'Allemagne, à Singapour et à Djibouti.
Le graphique qui aurait dû être présenté ici ne peut pas être affiché car il utilise l'ancienne extension Graph, désactivée pour des questions de sécurité. Des indications pour créer un nouveau graphique avec la nouvelle extension Chart sont disponibles ici.

Voir la requête brute et les sources sur Wikidata.
En 2023, plus de 16 000 mouvements des avions commerciaux ont été enregistrés et plus de 6 700 pour l’aviation générale.

## Compagnies aériennes et destinations
Les compagnies aériennes présentes sont :
| Compagnies            | Destinations |
| --------------------- | --- |
| Air Austral           | La Réunion-R. Garros |
| Air France            | Paris-Charles de Gaulle |
| Airlink               | Johannesbourg OR Tambo |
| Air Mauritius         | Maurice-Sir Seewoosagur Ramgoolam |
| Air Seychelles        | Mahé-Seychelles international |
| Corsair International | La Réunion-R. Garros, Paris-Orly |
| Emirates              | Mahé-Seychelles international, Dubaï |
| Ethiopian Airlines    | Addis-Abeba Bole |
| Kenya Airways         | Nairobi-J. Kenyatta |
| Madagascar Airlines   | - Diégo Suarez-Antsiranana, - Fort Dauphin, - Majunga-Amborovy, - Maroantsetra, - Morondava, - Nosy Be-Fascene, - Sainte-Marie, - Sambava, - Tamatave/Toamasina, - Tuléar |
| Turkish Airlines      | Istanbul, Maurice-Sir Seewoosagur Ramgoolam |

Édité le 04/01/2018, réactualisé le 03/09/2024
L'aéroport d'Ivato est également ravitaillé depuis la France et La Réunion grâce à Air France Cargo à raison de deux vols/semaine.